# شارلوت كريتشمان
شارلوت كريتشمان (3 ديسمبر 1909-27 أغسطس 2024)هي معمرة ألمانية، وكانت أكبر مقيمة في ألمانيا على الإطلاق.

## سيرة
وُلِدت كريتشمان في مدينة بريسلاو، مملكة بروسيا، في 3 ديسمبر 1909. بالإضافة إلى والديها وشقيقها الأكبر، كان لديها أجداد يعيشون في مزرعة في بوميرانيا.
في طفولتها مارست رياضة الجمباز، وكما ذكرت لاحقًا، "حصلت على كل ما أرادته من والديها". وقالت كريتشمان أيضًا في مقابلة إنها أرادت أن تفعل ما "سُمح لأخيها الأكبر بفعله" (أي الرياضة). وبذلك ركضت مسافة 800 متر كنوع من "الانضباط" الذي أكسبها شارة ذهبية من السلطات الرياضية.
في سن السابعة والعشرين، التقت كريتشمان بزوجها فيرنر أثناء رقصة في حدث رياضي (حوالي عام 1936). وفي وقت لاحق من ذلك العام تزوجا وأنجبا ابنة في عام 1937 اسمها سيجريد.
خلال الحرب العالمية الثانية، تم تجنيد زوجها في الجيش وإرساله إلى الخطوط الأمامية في فرنسا. بينما بقيت كريتشمان في مسقط رأسها، اضطرت إلى الفرار في عام 1944 مع ابنتها إلى شتوتغارت. قام الصليب الأحمر بتسهيل لم شمل الزوجين بعد انتهاء الحرب، استقرت الأسرة المكونة من ثلاثة أفراد هناك. توفي زوج كريتشمان عام 1996، وتوفيت ابنتها سيغريد عام 2019.
عاشت كريتشمان بمفردها حتى عام 2014 عندما أصيبت بنزيف في المخ. في حين دفعها هذا الخوف الصحي إلى الانتقال إلى دار رعاية في كيرشهايم أونتر تيك، فقد لاحظ الأطباء صحتها الرائعة نسبيًا مقارنة بعمرها. كان لدى كريتشمان حساب على إنستغرام حيث احتفظت بمذكرات مصورة لحياتها. أصبحت في النهاية أكبر شخص على قيد الحياة في ألمانيا عن عمر يناهز 112 عامًا، وتم التحقق من عمرها من قبل مجموعة أبحاث الشيخوخة في 23 أغسطس 2023.
توفيت كريتشمان في كيرشهايم أونتر تيك في 27 أغسطس 2024، عن عمر يناهز 114 عامًا و268 يومًا.